# پاراما ویرا چاکرا
پاراما ویرا چاکرا 
(به تلوگویی: Parama Veera Chakra) فیلمی محصول سال ۲۰۱۱ و به کارگردانی داساری نارایانا رائو است. در این فیلم بازیگرانی همچون نانداموری بالاکریشنا، آمیشا پاتل، شیلا کائور، نیها دوپیا و کوتا سرینیواسا راو ایفای نقش کرده‌اند.